# Ansarul Islam

Bandiera usata nella lotta armata della Jihad, molte volte usata da Ansarul Islam.

Ansarul Islam (in italiano "Difensori dell'Islam") è un gruppo salafita jihadista attivo negli stati africani del Burkina Faso e del Mali. Appaiono per la prima volta nel dicembre del 2016 e la loro base si troverebbe nei boschi situati alla frontiera della zona di Mondoro.
L'organizzazione si considera vicina al malinese Hamadu Kufa, fondatore del Fronte di Liberazione del Massina (FLM) e si sospetta che stiano cercando di formare coalizioni con altri gruppi armati come il Gruppo d'Appoggio all'Islam e i Musulmani. È stato fondato da Ibrahim Malam Dicko e, da giugno del 2017, è guidato da Jafar Dicko.
L'organizzazione è considerata un gruppo terrorista dal governo del Burkina Faso ed è tristemente noto per aver organizzato vari attacchi armati a scuole della zona.